# Marttila
Marttila (in svedese S:t Mårtens) è un comune finlandese di 1978 abitanti, situato nella regione del Varsinais-Suomi.